# كستناء حلو
كستنا، كستنة، شاهبلوط، قسطل، قعطل أو كستناء حلو أو بلوط الملك أو قصطل أو أبو فروة (الاسم العلمي: Castanea sativa) هو نوع من النباتات المزهرة من الفصيلة الزانيّة، وهو واطن في أوروبا وآسيا الصغرى و يُزرع بصورة كبيرة في المناطق المعتدلة من العالم. تكون شجرة الكستناء ضخمة، معمرة، ونفضيّة (متساقطة الأوراق). ثمارها صالحة للأكل، وقد استخدمت في الطبخ منذ القدم.

## معرض صور

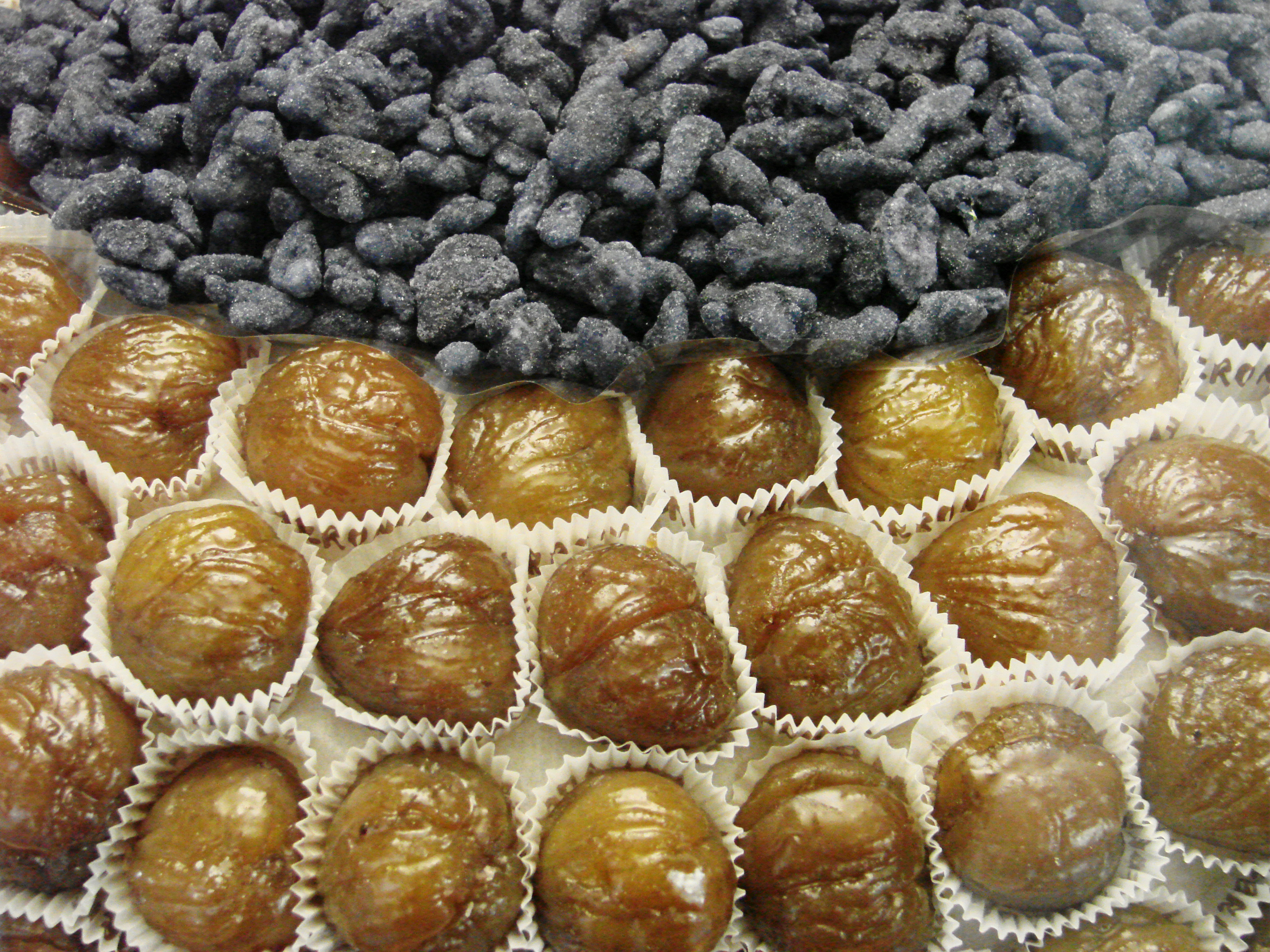
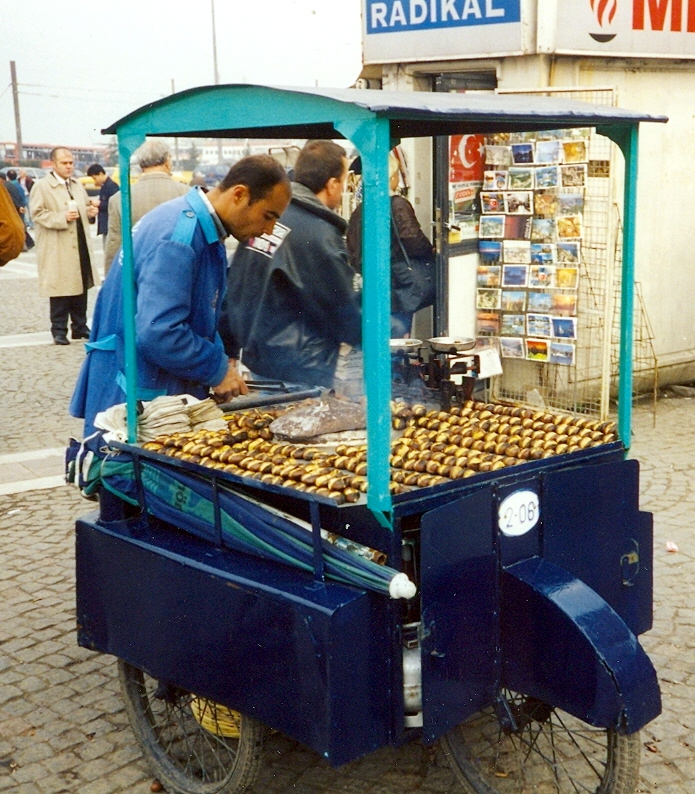
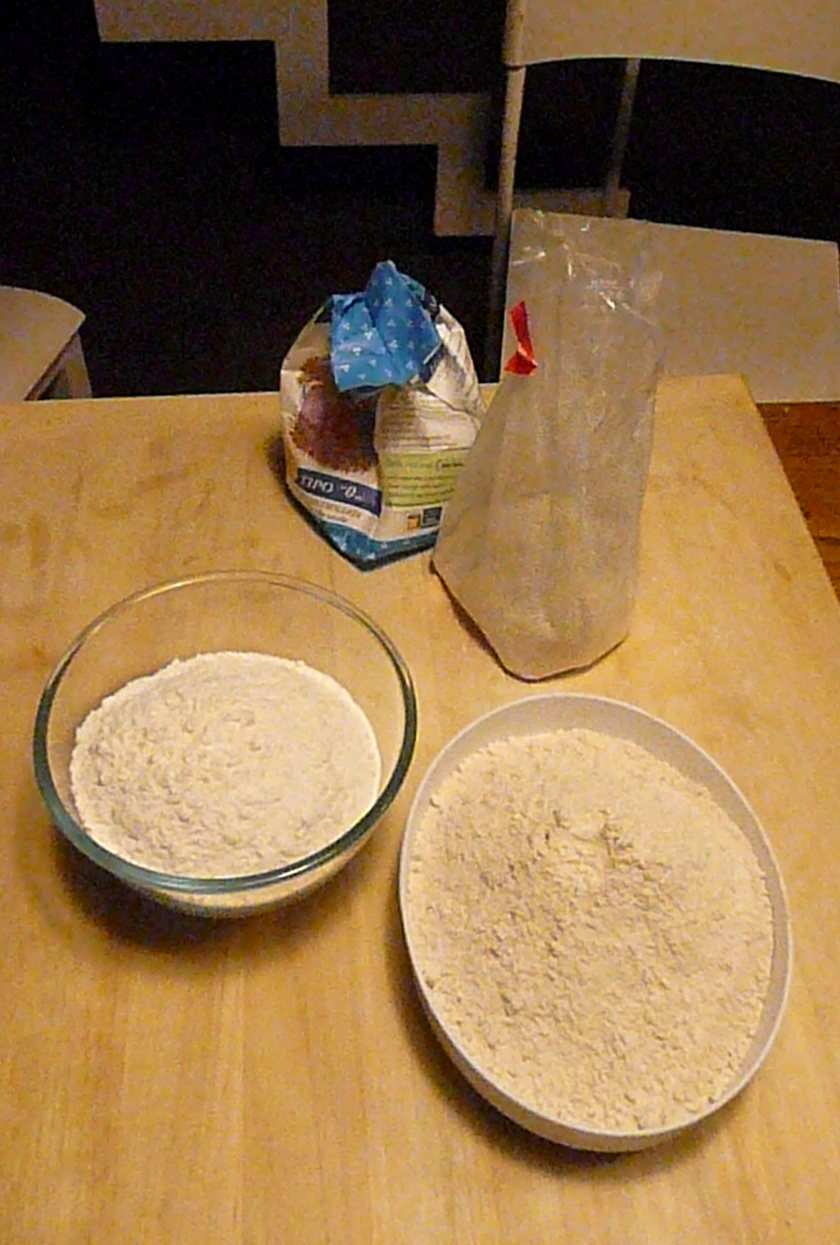
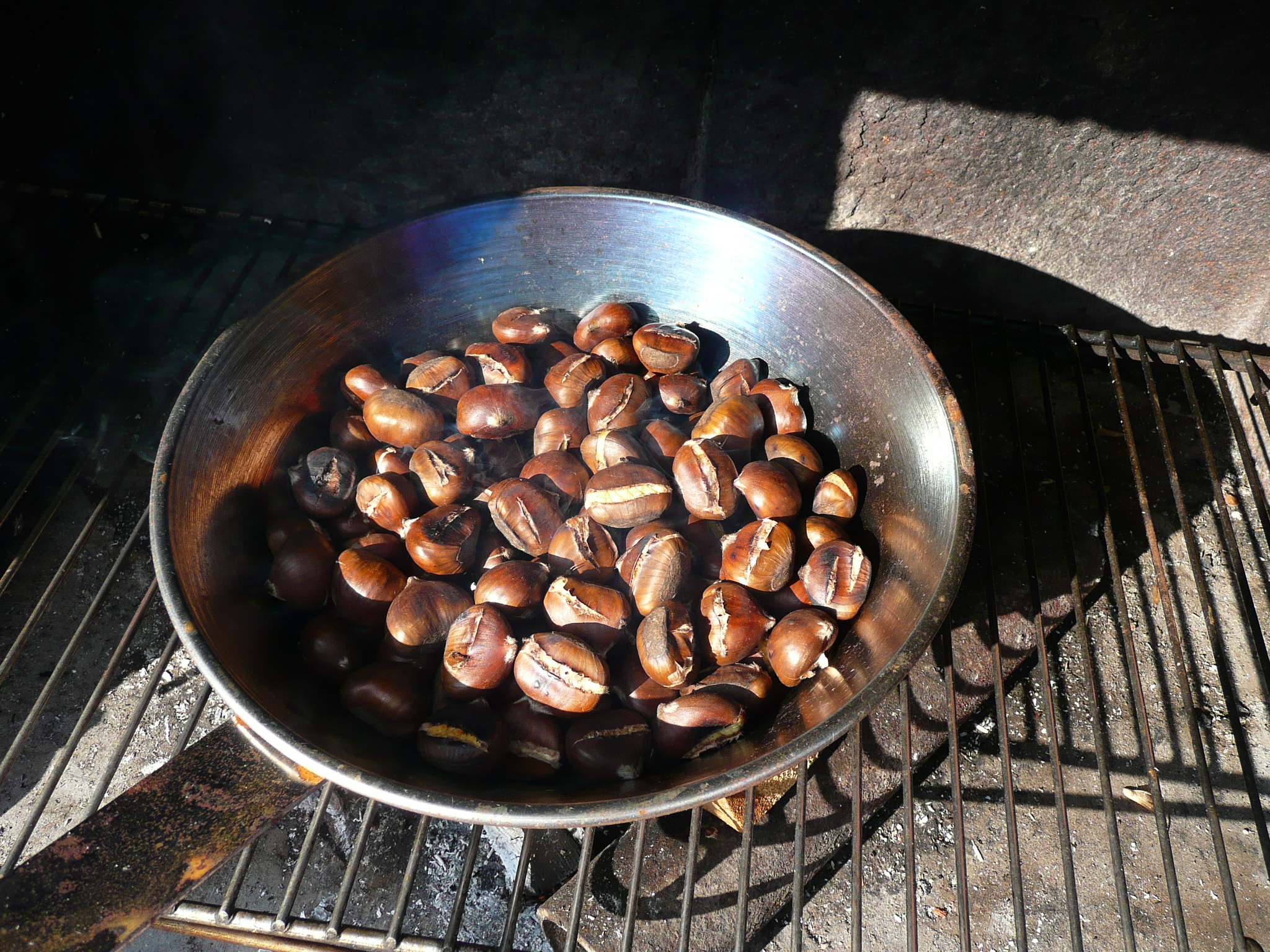
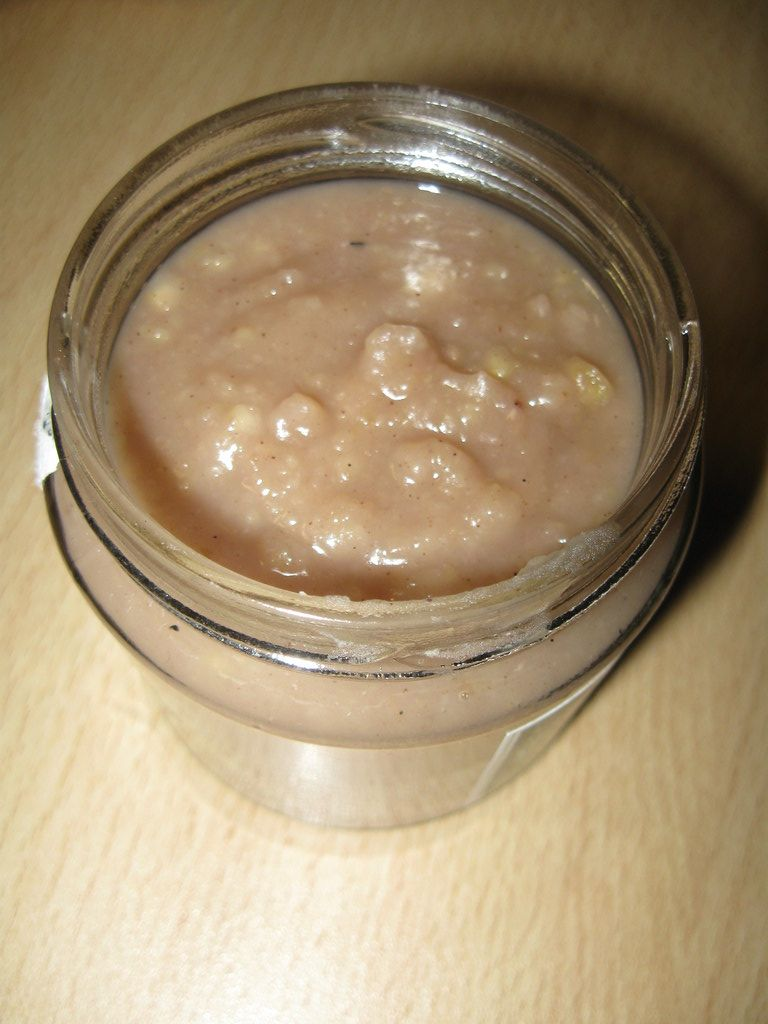